# Chorizo cular

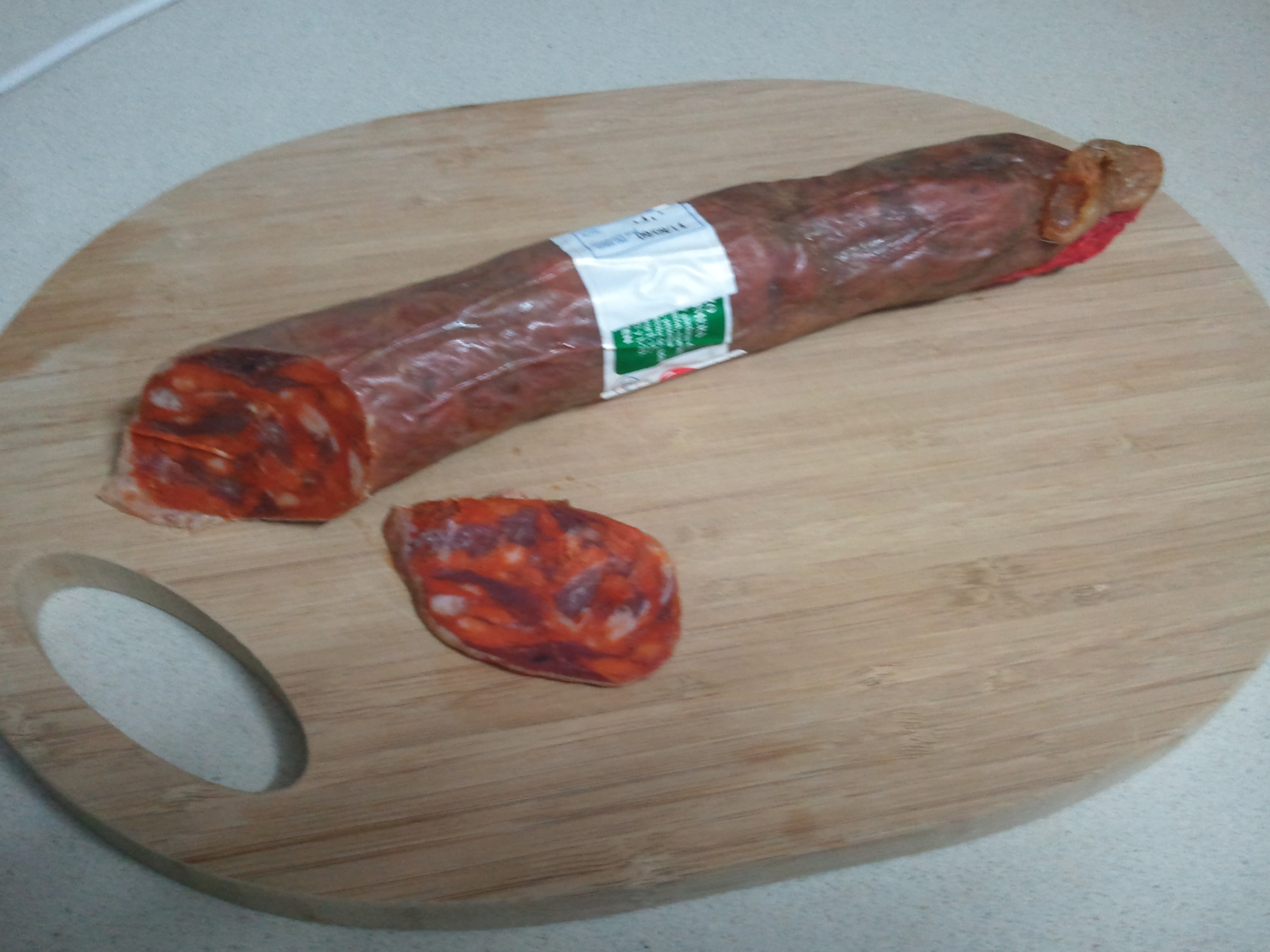
Chorizo cular ibérico.

El chorizo cular es una variedad de chorizo ibérico elaborada exclusivamente con carne de cerdo ibérico. Se presenta en tripa gruesa (cular, último tramo del intestino delgado) de cerdo de 40-60 mm de calibre y 50-60 cm de longitud. Al corte presenta un aspecto marmóreo con predominio de la parte magra, de color rojo vivo. Se compone de un 80% de magro de cerdo ibérico, un 20% de tocino, sal, pimentón, ajo, orégano, otras especias, vino blanco y aceite de oliva, aunque sus ingredientes pueden variar.
Su secado suele tener una duración de 3 a 4 meses. Su forma de venta más habitual es en piezas enteras de unos 850 gramos. El chorizo cular es típico de Castilla y León, especialmente de la provincia de Salamanca y de la de Ávila.

## Propiedades
Se trata de un alimento de elevado valor calórico por ser rico en grasa y con cantidades variables de proteína de alto valor biológico. La fracción lipídica, cuya proporción aumenta con el secado, es rica en triglicéridos y entre los ácidos grasos presentes destacan algunos monoinsaturados. El contenido en ácidos grasos poliinsaturados también es notable pudiendo suponer hasta un 15%, mientras que la grasa saturada, que oscila alrededor del 35%, está presente en menor cantidad que en otros embutidos de distinto origen. La cantidad de hidratos de carbono es muy baja, mientras que sí es importante el aporte de elementos minerales, como sodio, potasio, fósforo, calcio, hierro, y vitaminas del grupo B, fundamentalmente niacina, tiamina y riboflavina. 

## Elaboración
El primer paso consiste en picar las materias primas en trozos gruesos. A continuación, se mezcla y adoba con los restantes componentes. Se deja en reposo y maceración de 24 a 48 horas en cámaras o salas a 5 °C. Se embute la tripa cular de cerdo de 40 a 60 mm de calibre. Para la curación, en la fábrica casera, se coloca el embutido en las campanas de cocina, donde se ahuma durante 2 o 3 días, y después se llevan a secaderos naturales unos 3 o 4 meses. En otras fabricaciones, el embutido se dispone en la sala del estufaje durante 24 horas a 24 °C, para después pasar al secadero controlado, donde se mantiene a 12-14 °C y 70-80% de humedad relativa durante unos dos meses. 